# Zoo de Vendeuil
 (décembre 2024).
Le zoo de Vendeuil était un parc zoologique et parc d'attractions privé situé dans le nord-ouest de l'Aisne, à Vendeuil, à 15 km au sud de Saint-Quentin. Il était établi sur le site d'un fort datant de 1880.

## Historique
En 1964, le fort de Vendeuil est mis en vente et M Caucheteux crée un zoo sur le site. Pendant quelques décennies, le zoo est une attraction touristique importante pour le nord de la Picardie. Au milieu des années 80, il accueillait jusqu'à 80 000 visiteurs par an.
En 1988, Brigitte Bardot rachète 60 animaux au profit du Refuge de l'Arche.